# Love and Mercy (Lied)
Love and Mercy (englisch für „Liebe und Barmherzigkeit“) ist ein Lied des US-amerikanischen Musikers Brian Wilson, das im Juli 1988 erschien.

## Entstehung und Veröffentlichung
Das Lied wurde vom Interpreten selbst getextet, komponiert sowie produziert. Bei der Produktion erhielt Wilson Unterstützung durch Russ Titelman. Love and Mercy wurde ursprünglich  Wilson, seinem Psychologen Eugene Landy und dessen Freundin Alexandra Morgan zugeschrieben. Die Urheberschaften von Landy und Morgan wurden nach eine Wiederveröffentlichung im Jahr 2000 entfernt. Wilson erklärte, dass er „in meinem Klavierzimmer war und What the World Needs Now spielte; und ich ging einfach in meinen eigenen Song … arbeitete sehr hart, um herauszubekommen, was in meinem Herzen war auf diesem einen“. Er nannte ihn „wahrscheinlich den spirituellsten Song, den ich je geschrieben habe“. Koproduzent Titelman schlug die stimmlichen Kontrapunkte des Liedes vor und steuerte einen Text bei, lehnte es aber ab, als Urheber genannt zu werden.
Die Erstveröffentlichung von Love and Mercy erfolgte als Single am 1. Juli 1988 bei Sire Records. Diese erschien unter anderem als 7″-Single mit der B-Seite He Couldn’t Get His Poor Old Body to Move (Katalognummer: 927 814-7). Am 12. Juli desselben Jahres erschien das Lied als Teil von Wilsons ersten selbstbetitelten Studioalbums (Katalognummer: 9 25669-1).

## Inhalt und Stil

### Text
Wilson selbst bezeichnete Love and Mercy als einen halb-autobiografischen Titel, der seinen eigenen Jesus-Christus-Komplex verdeutlicht, oder mit anderen Worten, seinen Zwang, „den Menschen Liebe zu geben“. Das Lied sei von Jackie DeShannons What the World Needs Now Is Love (1965) beeinflusst.
Über die Bedeutung des Liedes sagte Wilson: Ich würde denken, dass Liebe etwas Sanftes ist und Barmherzigkeit etwas Verzweifelteres, letztendlich etwas, das man im Leben dringend braucht. Barmherzigkeit – eine kleine Pause hier und da für jemanden, der Probleme hat. Während eines öffentlichen Auftritts im Jahr 1990 erklärte er, dass das Lied eine große Bedeutung in meinem persönlichen Leben habe, denn als er in den 1960er-Jahren LSD nahm, habe er einen Jesus-Christus-Komplex entwickelt; dieses Lied veranschauliche wahrscheinlich am besten den Christus, der in mir stecke. Der Teil, der den Menschen Liebe geben wolle.

### Komposition
Love and Mercy enthält Wilsons Leadgesang sowie einen Großteil des Begleitgesangs und zeichnet durch ein Muster absteigender Akkorde aus. Wilson sagte: „Ich wollte einen spirituellen, halb-Beach Boy-artigen Hintergrundsound, aber mehr eine Brian-Wilson-Lead-Vocal-Sache“.

## Rezeption
In Bono. In Conversation mit Michka Assayas sagte Paul Hewson (Bono) über die Bombenanschläge auf den Zug in Madrid 2004 im Gespräch mit Michka Assayas: „Love and Mercy ist einer der großartigsten Lieder, die je geschrieben wurden … Ich kann mir keinen größeren Titel vorstellen, als wenn Brian Wilson Love and Mercy singt. Denn in gewisser Weise sind das die beiden Gefühle, die diese Terroristen zu zerstören versuchten.“

## Trivia
Die Titelbezeichnung wurde auch für die 2014 erschienene Filmbiografie über Wilson aufgegriffen.